# Curcuma aromatica
Curcuma aromatica es una especie de planta fanerógama del género Curcuma de la familia Zingiberaceae.  Botánicamente cercana de Curcuma australasica, la cúrcuma silvestre ha sido ampliamente utilizada como un cosmético herbario en el sur de Asia y las regiones cercanas.

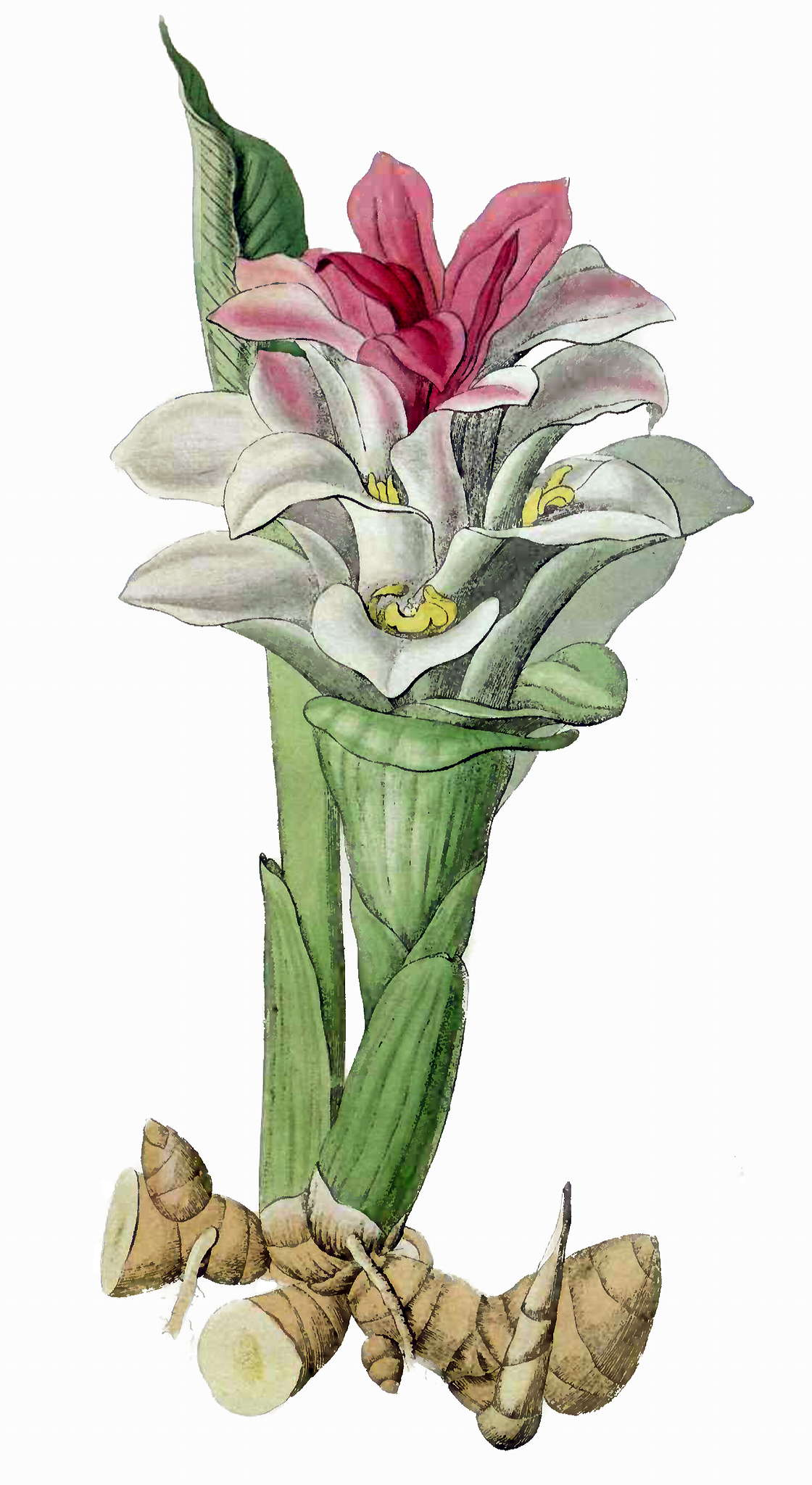
Ilustración.

## Descripción
Es una especie perenne que se extingue a finales de otoño y los rizomas permanecen latentes en el invierno. La inflorescencia aparece a principios de la primavera de la base de los rizomas. Durante la temporada de monzón de verano y las siguientes semanas, la planta crece rápido y con fuerza. El tallo crece hasta unos 20-30 centímetros  de altura y está coronada con brácteas de color ampliadas con puntas de color rosa. Las hojas suelen aparecer incluso después de las flores. Cuando está en pleno crecimiento las plantas pueden alcanzar una altura de 40 cm de altura.

## Hábitat
Esta especie se encuentra en la región del sur de Asia, sobre todo en el este del Himalaya y en los bosques cálidos de los Ghats occidentales (India).

## Usos
Curcuma aromatica tiene rizomas con una fragancia peculiar y atractivo color amarillo intenso. Los rizomas se utilizan a menudo en las hierbas medicinales y cosméticos, como un ingrediente culinario en cantidades limitadas como un saborizante de los alimentos. Las hojas son anchas y muy decorativas, elípticas. Un tallo fresco con flores y hojas, cortados en tamaño y forma adecuada, puede ser utilizado como una decoración de interior floral en florero donde se mantiene hasta 10 días. 
Química
Curcuma aromatica es utilizada en la medicina tradicional por su principio activo el sesquiterpeno curdiona.

## Taxonomía
Curcuma aromatica fue descrita por Richard Anthony Salisbury y publicado en The Paradisus Londinensis 1: , pl. 96. 1807.
Sinonimia
- Curcuma wenyujin Y.H.Chen & C.Ling
- Curcuma zedoaria Roxb.[2][3]

## Nombres comunes
- cedoaria larga y redonda de Asia[4] maraca rosada y familia de heliconias